# 2011 UK413
2011 UK413 est un objet transneptunien de la famille des cubewanos d'un diamètre d'environ 200 km.